# Mallerenga boreal
La mallerenga boreal (Poecile hudsonicus) és una espècie d'ocell passeriforme que pertany a la família Pàrids. Es troba als boscos boreals del Canadà i el nord dels Estats Units i roman dins d'aquesta zona durant tot l'any. Aquest ocell és conegut pels seus patrons de trins aguts que s'utilitzen en la comunicació amb altres ocells i els hàbits d'emmagatzematge d'aliments per preparar els mesos d'hivern.

## Descripció
Els adults mesuren entre 12,5 i 14,5 cm de llargada i un pes de 7 a 12,4 g. Tenen les parts superiors de color marró grisenc amb el casquet marró i les ales i la cua grisenques, la cara és principalment grisa amb blanc als costats. Les parts inferiors són blanques amb marrons als flancs i la gola negra. Tenen un bec curt i fosc, ales curtes i una llarga cua dentada. El vol consisteix en patrons de planeig breus seguits de batec d'ales ràpid i "rebota" mentre vola.
| Mides estàndard | Mides estàndard |
| --------------- | --------------- |
| llargada        | 130–140 mm      |
| pes             | 10g             |
| envergadura     | 210 mm          |
| ala             | 63.2–66.2 mm    |
| cua             | 59–65.9 mm      |
| mida del bec    | 7.6–9.8 mm      |
| tars            | 16–17.5 mm      |

## Comunicacions vocals
La crida és un ronc "tsee-day-day", així com un refilet agut "dididididididi", una variant de la crida que els dona el nom científic. Aquesta crida es compon de cinc categories diferents de tipus de nota que consisteixen en la-si-do-re i re-híbrid amb la nota inicial i final amb un to d'alta freqüència. La mallerenga boreal utilitza notes especialitzades dins del seu rang vocal per comunicar-se entre ells i transmetre informació. Algunes notes/crits es poden utilitzar com a tàctica d'aparellament o per indicar el rang d'un ocell a les femelles fèrtils de la zona on es troba. També se sap que les femelles se senten més atretes per un mascle si representa repertoris de cançons complexos i més amplis. Les crides també es poden utilitzar en la defensa del territori o per advertir als altres d'un invasor que s'acosta a una femella nidificant. Les comparacions entre espècies es poden fer comparant les similituds vocals entre altres espècies de mallerengues.

## Comportament de cria/nidificació
L'hàbitat de reproducció són els boscos de coníferes al Canadà, Alaska i les parts més al nord dels Estats Units contigus. Generalment es reprodueixen des de principis de maig fins a finals d'agost i romanen dins de l'àmbit de reproducció durant tot l'any, però de vegades es mouen cap al sud a l'hivern. El fet que una femella trobi un mascle d'alta qualitat per aparellar-se, proporciona beneficis directes i indirectes, com ara una atenció parental excepcional i gens d'alta qualitat. La parella roman junta tot l'any i es pot aparellar per a tota la vida. Els moviments hivernals al sud de la seva distribució, però, sembla que s'han tornat cada cop més rars. Les grans masses d'aigua i les cadenes muntanyoses poden restringir la dispersió de la mallerenga boreal a llocs com les illes de Vancouver i Haida Gwaii. Nien en un forat d'un arbre; la parella excava el niu, utilitzant una cavitat natural o, de vegades, un vell niu de picot. Aquest niu pot estar fet de pèl, pell o plantes mortes. Es posen de cinc a set ous, blancs amb taques fines de color marró vermellós. Els ous es posen entre maig i juliol i es desclouen entre 13 i 16 dies. Després que els ous hagin eclosionat, els ocells triguen entre 16 i 18 dies a desenvolupar completament unes ales prou grosses com per intentar volar.

## Comportament d'alimentació
Aquests ocells s'alimenten de branques de coníferes o sondegen l'escorça, arreplegant insectes i buscant llavors de coníferes, que es poden emmagatzemar com a preparació per als mesos d'hivern. Se sap que els Chickadees boreals emmagatzemen grans quantitats d'aliment en diferents arbres, cada lloc conté diversos aliments.[9] Els aliments solen emmagatzemar-se a la part mitjana dels arbres a un nivell inferior al que s'alimentaven. Generalment s'alimenten d'avets negres, avets blancs i tamarack, la qual cosa minimitza la competència amb la mallerenga capnegra americana que s'alimenta en boscos més caducifolis i mixtos. La mallerenga boreal sovint s'alimentan en petits estols, inclosos altres ocells petits, especialment a l'hivern.

## Depredadors
Amb l'avantatge de ser un ocell alat, la mallerenga boreal té pocs depredadors. Aquests consisteixen en ocells més grossos com mussols petits, falcons o escorxadors. Els depredadors dels ous i d'aquestes les mallerengues consisteixen generalment en animals que s'enfilen als arbres com ara esquirols, ratolins, óssos i rates.

## Amenaces
L'amenaça més gran que té és la tala i explotació forestal que es produeix a les regions del bosc boreal. Aquestes pràctiques provoquen reduccions dramàtiques en els boscos madurs i modifiquen ràpidament l'hàbitat de la mallerenga boreal.

## Taxonomia
L'espècie antigament s'incloïa en el gènere Parus junt amb la majoria de les altres mallerengues, però les dades i la morfologia de la seqüència del citocrom b de l'ADNmt suggereixen que la separació a Poecile expressa de manera més adequada les relacions d'aquests ocells. Els estudis filogenètics moleculars han demostrat que la mallerenga boreal és tàxon germà ermana la mallerenga dorsibruna (Poecile rufescens).